# Davča, Železniki
Davča este o localitate din comuna Železniki, Slovenia, cu o populație de 1.000 de locuitori.